# 徐人龙
徐人龙（1578年—1653年），字耳犹，号亮生，浙江上虞人，明朝政治人物，進士出身。

## 生平
万历三十四年丙午以麟經魁浙榜，与兄徐宗孺同登四十四年（1616年）丙辰科进士。任工部主事，榷荆關，商人德之，肖像以祀。督学荆岳，为湖南学政。寻迁分巡湖南道参议，時魏忠贤當國，决意終養，家居十二年。崇祯八年乙亥（1635年）服未阕，起复分守岭北道，服除拜命，有惠政，祀名宦。历任苏松兵备道按察使副使，會舉邊才卓異，奉敕監軍，剿臨藍積盗，捷聞，升武昌道参政，又召對平臺，超拜都察院右佥都御史、巡撫登莱。破烧朝鲜船，赐金五十两、御扇八柄，特簡兵部右侍郎。尋推户部尚书，催入京，抵淮聞甲申三月之變，移檄江南，中外感激。弘光時，以与馬士英不合，勒致仕。魯王監國，起为工部尚书。隆武元年（1645年）十月，召以兵部尚书入阁为武英殿大学士，遣人龙门下士闽抚吴春枝赍诏谕促入闽，不答。隆武二年（1646年）隆武帝在汀州被擄杀，人龍為其守节七年後去世。後以耆望居家，杜門缺掃。雅量過人，友愛昆季，捐貲置祭産，廣宗祠，孝先贤，合族宗人咸稱道勿替。卒年七十六。著有《守虔经略》、《留虔纪实》、《监剿随记》等。

## 家族
父徐鄰；第四子。
子徐咸清，生而慧，一岁识字，五岁通一经。甫蓄发即能以官監生應乡举，入場有文章名。其妻为吏部尚书商周祚之女商景徽，生女徐昭華字伊璧，因性喜蘭花，故自号蘭痴。嫁诸暨駱佳采。昭華幼承母教，詩名噪一时。工楷隶，善丹青，时人稱之为徐都講，也就是主持學舍講學之意。尝从毛奇龄学诗，称女弟子。